# Pneumonite
Pneumonite é uma inflamação no pulmão que pode ser causada por inúmeros fatores, como ambiente, virose, entre outros.

## Tipos
- Pneumonite química: Provocada pela inalação de produtos químicos nocivos.[1]
- Pneumonite por aspiração
- Pneumonite lúpica: Mais rara, cujo diagnóstico requer uma rigorosa exclusão de outras causas.
- Pneumonite intersticial: Síndrome de Hamman-Rich (também conhecida como pneumonia intersticial aguda), uma doença rara e severa. A síndrome geralmente evolui rapidamente, exigindo hospitalização e ventilação mecânica somente alguns dias ou semanas após o surgimento dos sintomas iniciais. É uma doença idiopática (de causas desconhecidas). A rápida progressão dos sintomas iniciais para uma falência respiratória é uma característica única da síndrome. Um raio-X que mostre síndrome do desconforto respiratório do adulto é necessário para o diagnóstico (fluido nos sacos alveolares em ambos os pulmões). Além disso, uma biópsia do pulmão que mostra uma lesão alveolar difusa é necessária para o diagnóstico. Outros exames são úteis para excluir doenças semelhantes, incluindo culturas de sangue e lavagem broncoalveolar.

## Sintomas gerais
- Febre
- Dificuldades em respirar
- Falta de ar
- Tosse
- Incapacitação progressiva (relacionada à falta de ar)
- Respiração com possíveis sons semelhantes ao gargarejo (sons anormais no pulmão)
- Taquipneia